# Юлий Асклепиодот
Ю́лий Асклепиодо́т (лат. Iulius Asclepiodotus) — государственный деятель Римской империи конца III века.

## Биография
Асклепиодот упоминается среди дуксов императора Проба. В период между 286 и 292 годом занимал должность префекта претория. Известно, что некий префект претория императора Констанция Хлора, Асклепиодот, в 296 году участвовал в экспедиции в Британию, против узурпатора Аллекта, однако однозначно признать, что Юлий Асклепиодот и префект 296 года одно и то же лицо, нельзя. В 292 году он находился на посту ординарного консула вместе с Афранием Ганнибалианом.

## В легендах
Имя Асклепиодота осталось в легендах бриттов — так, Гальфрид Монмутский в своей «Истории королей бриттов» уделяет ему несколько глав. Согласно этому произведению, Асклепиодот (в валлийском варианте — Alyssglapitwlws) был герцогом Корнуолла и выступил против Аллекта во главе с бриттами, а после его поражения проправил Британией как царь целых десять лет. Согласно легенде, он вместе с Диоклетианом начал Великое гонение, из-за чего и был свергнут своим соперником.